# 卡氏瘤扇珊瑚
卡氏瘤扇珊瑚是扇珊瑚科底下的一個種，也是瘤扇珊瑚屬唯一的一個種，生活在澳洲塔斯馬尼亞州的沿岸。卡氏瘤扇珊瑚的骨針與扇珊瑚屬(Acaba是同屬異名)類似，但生長方式與該科有很大不同。珊瑚的分支，通常彎曲和分枝，分支上有具有簡單、稀少的瘤。節間有可能是是全部的，或是部分的，因為節間與節間之間沒有明確的界限。

## 來源
1. ↑  . www.marinespecies.org.   [2023-09-02]. （原始内容存档于2023-09-02）.
2. ↑  . www.gbif.org.   [2023-09-03]. （原始内容存档于2023-09-03） （中文（臺灣））.